# Impatiens rhombifolia
Impatiens rhombifolia là một loài thực vật có hoa trong họ Bóng nước. Loài này được Y.Q. Lu & Y.L. Chen mô tả khoa học đầu tiên năm 1990.